# Кахельний павільйон

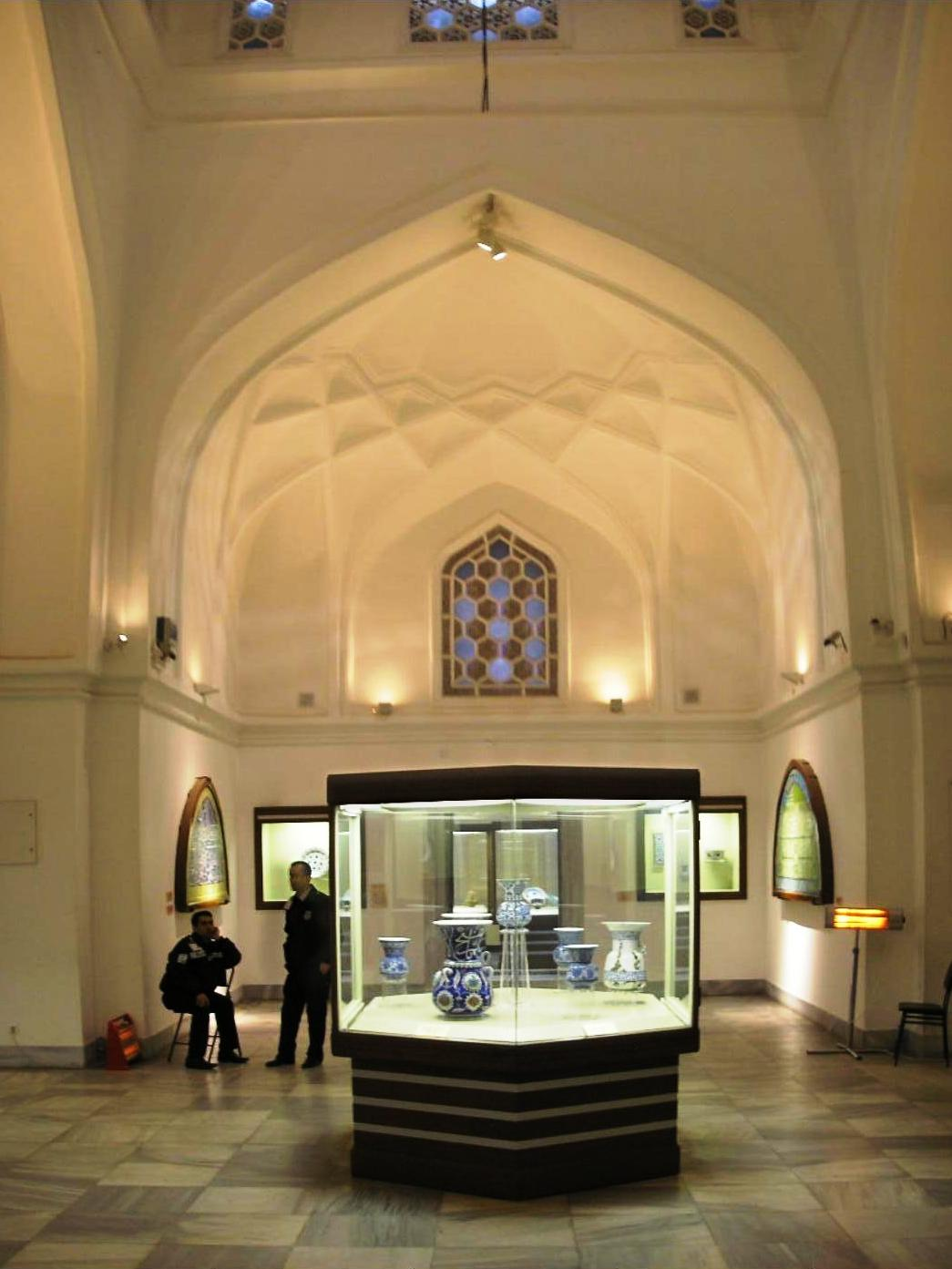
Інтер'єр із колекцією ісламського мистецтва

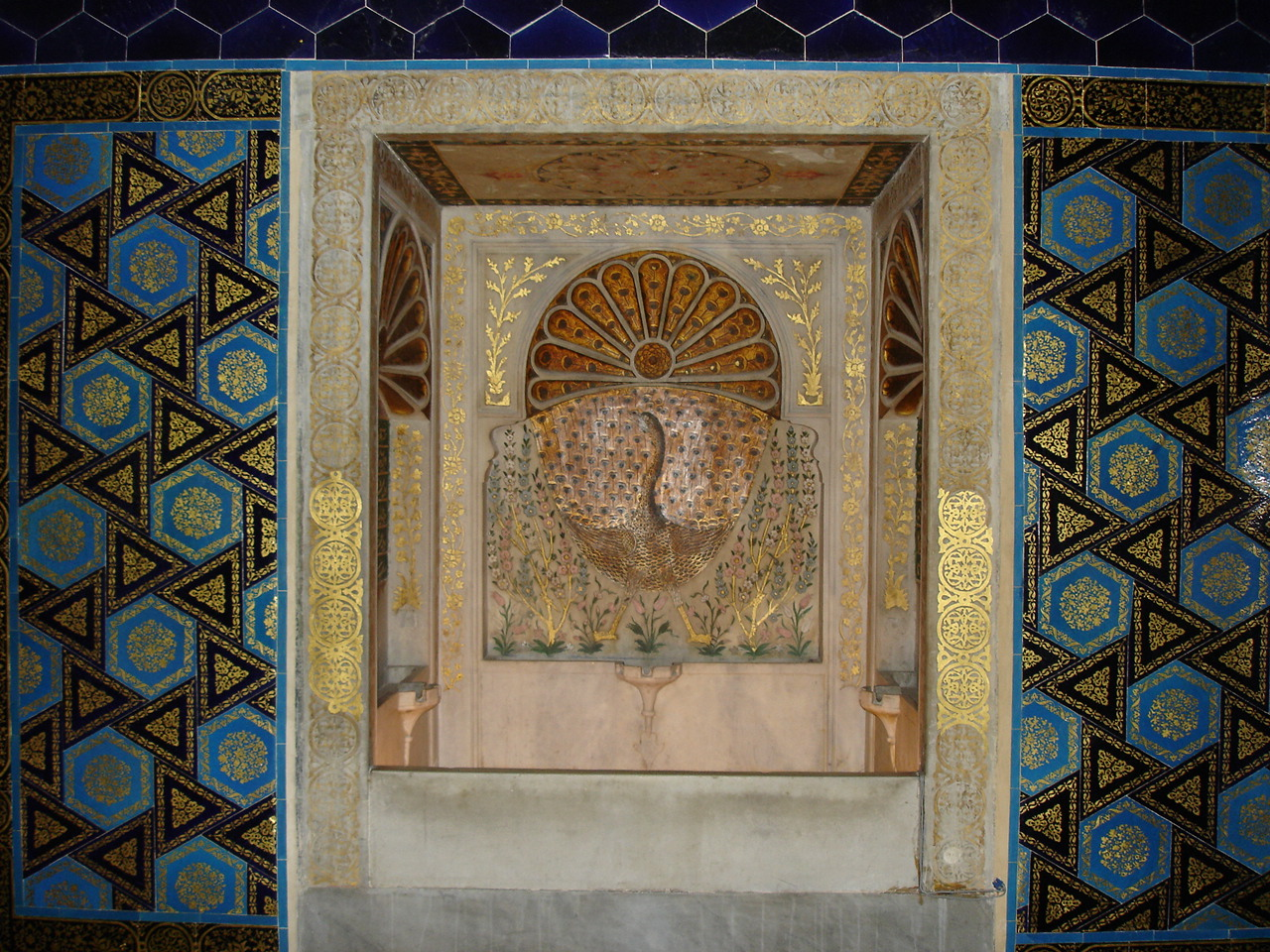
Детальний вигляд плитки

Кахельний павільйон (тур. Çinili Köşk) — павільйон у Стамбулі, встановлений у зовнішніх стінах палацу Топкапи, поруч із парком Гюльхане. Був побудований османським султаном Мехмедом II у 1472 році (відповідно до напису на плитці над головним входом). Його також називали Глазурований павільйон (Sırça Köşk).
Використовувався як імператорський музей (осман. Müze-i Hümayun, тур. İmparatorluk Müzesi) між 1875 і 1891 роками. У 1953 році відкритий для туристів як музей турецького та ісламського мистецтва, а згодом був включений до Археологічного музею Стамбула. Павільйон містить безліч прикладів плитки з Ізніка та кераміки сельджуків.

## Архітектура
Будівля має план у формі грецького хреста, заввишки двох поверхів, хоча оскільки будівля побудована на схилі, від головного входу видно лише один поверх. Зовнішня глазурована цегла має центральноазіатський вплив, особливо з мечеті Бібі-Ханім у Самарканді. Квадратний, осьовий план символізує чотири сторони світу і означає універсальний авторитет і суверенітет султана. Оскільки візантійського впливу немає, будівля приписується невідомому перському архітектору. Цегла, обрамлена каменем, та багатокутні стовпи фасаду характерні для Персії. До підвалу ведуть решітчасті ворота. Сходи над цими воротами ведуть на покриту терасу з колонами. Цей портик був перебудований у 18 столітті. Великі двері посередині, оточені аркою з зеленою плиткою, ведуть до тамбура, а потім до куполу. Три королівські опочивальні розташовані позаду.
Ці опочивальні виходять на парк до Босфору. Мережа ребристих склепінь нагадують архітектуру відродження готики, але вона фактично додає ваги структурі, а не підтримує її. Синьо-білі плитки на стіні розташовані шестикутниками та трикутниками у бурському стилі. Деякі з них мають ніжні візерунки квітів, листя, хмари чи інших абстрактних форм. Біла штукатурка виконана по-перськи. На обох крилах куполоподібного двору є айвани, склепінчасті виїмки, відкриті з одного боку.

## Галерея

Кахельний фасад кіоску
Вхід
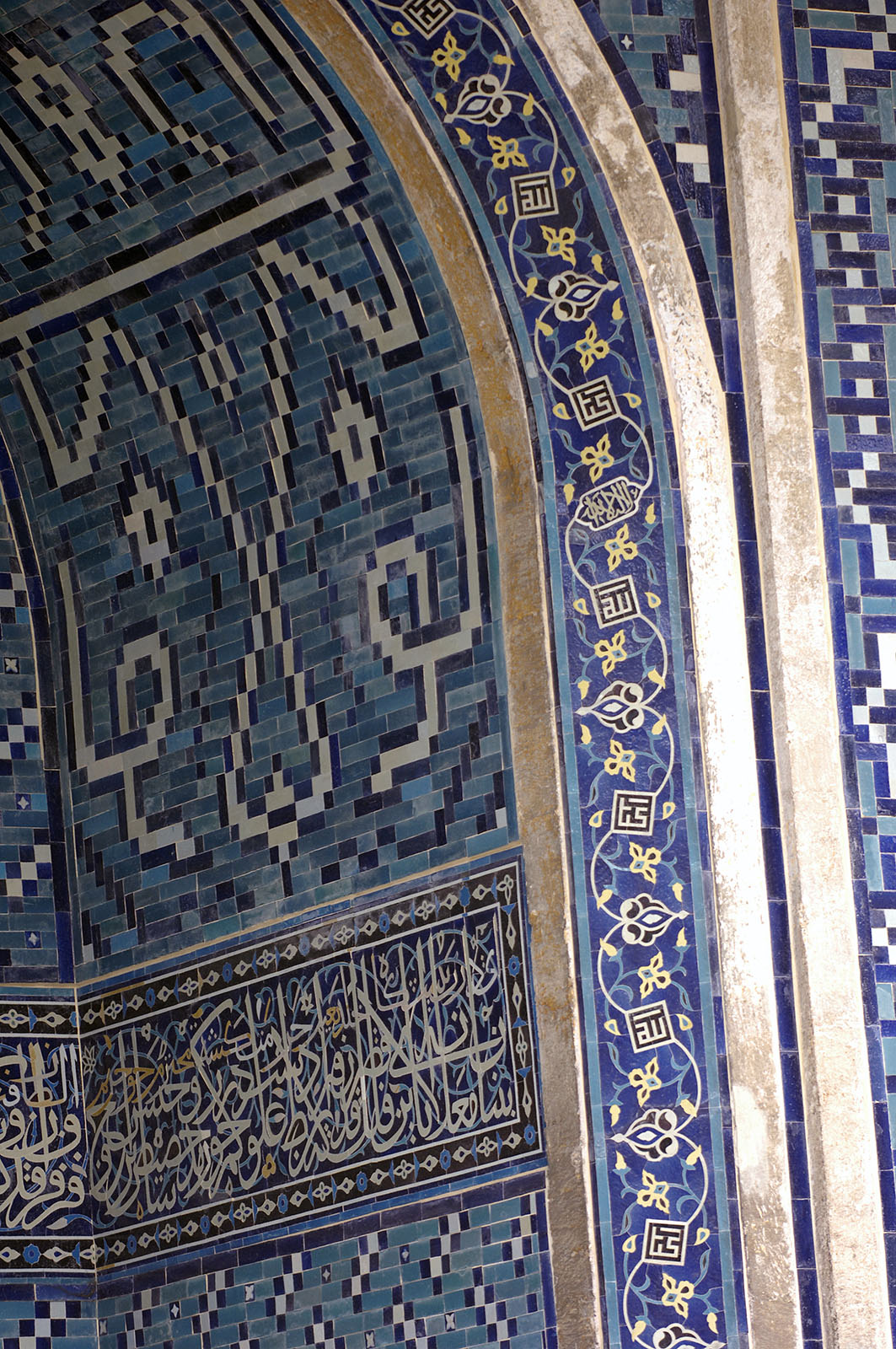
Вхід
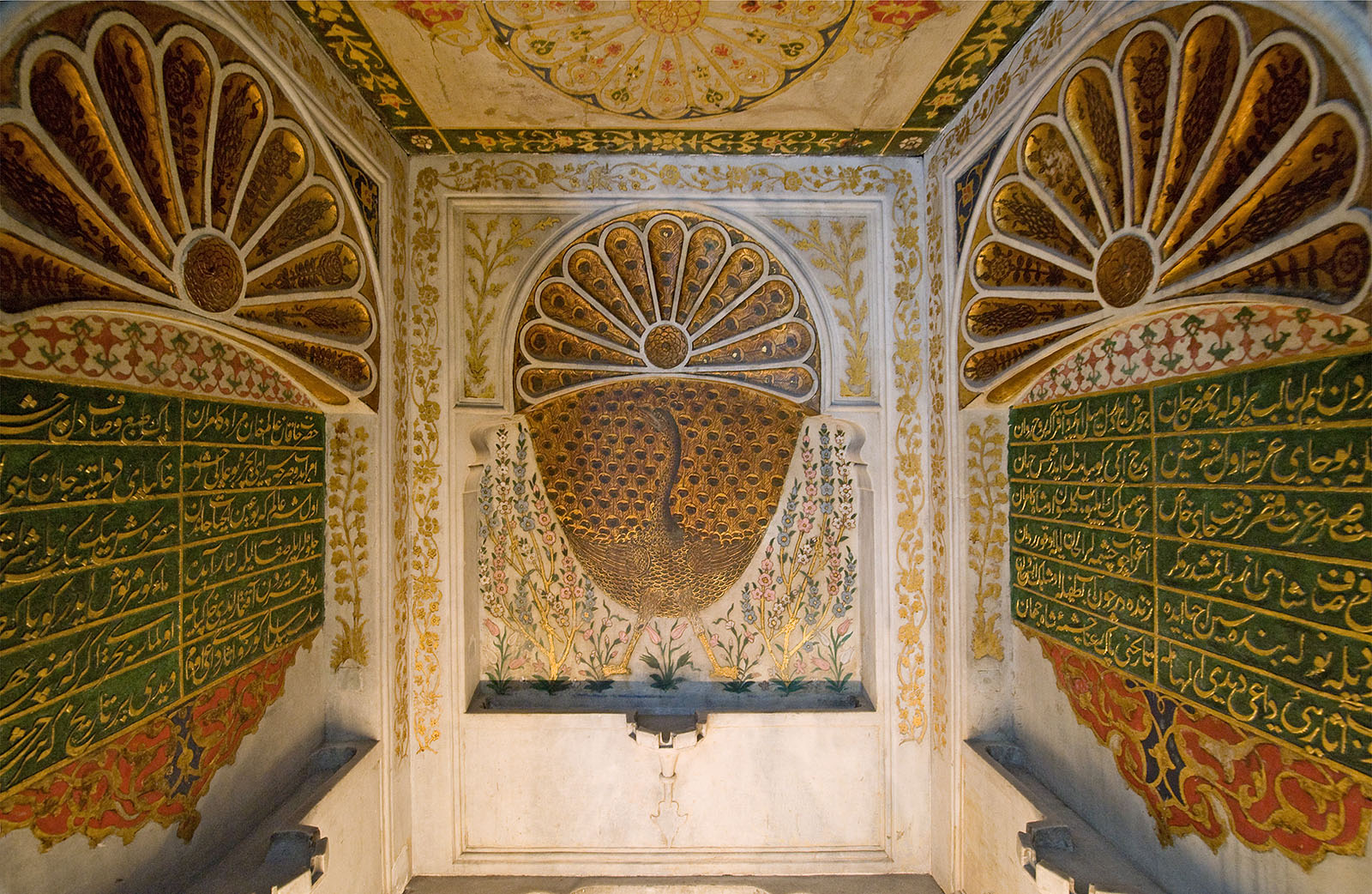
Фонтан кіоску
Тарілка посуду, монохромна кераміка Ізніка
Тарілка посуду, монохромна кераміка Ізніка
Тарілка посуду, монохромна кераміка Ізніка
Лампа з мечеті, кераміка Ізніка
Лампа з мечеті, кераміка Ізніка
Лампа з мечеті, кераміка Ізніка
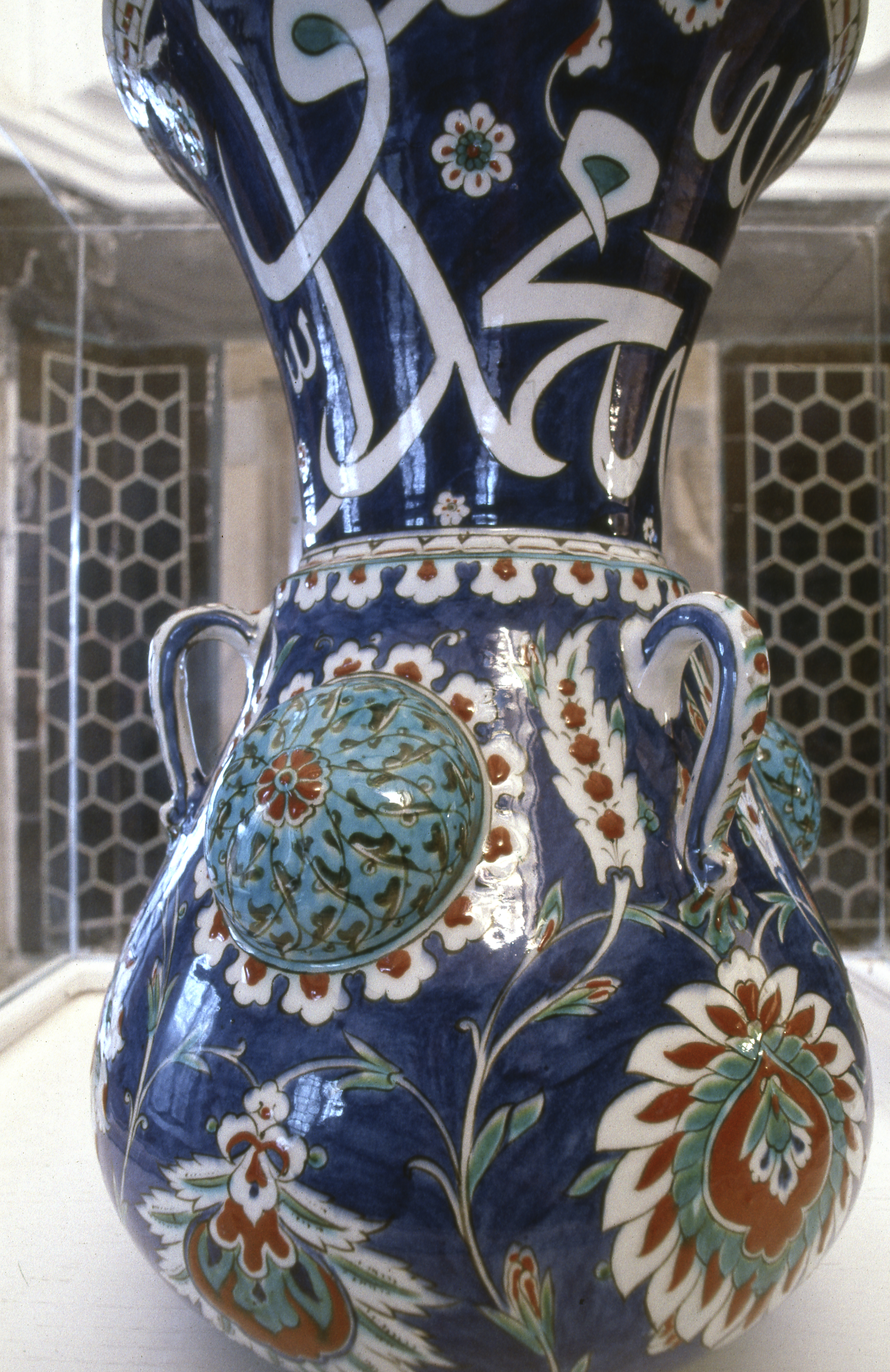
Лампа з мечеті, кераміка Ізніка
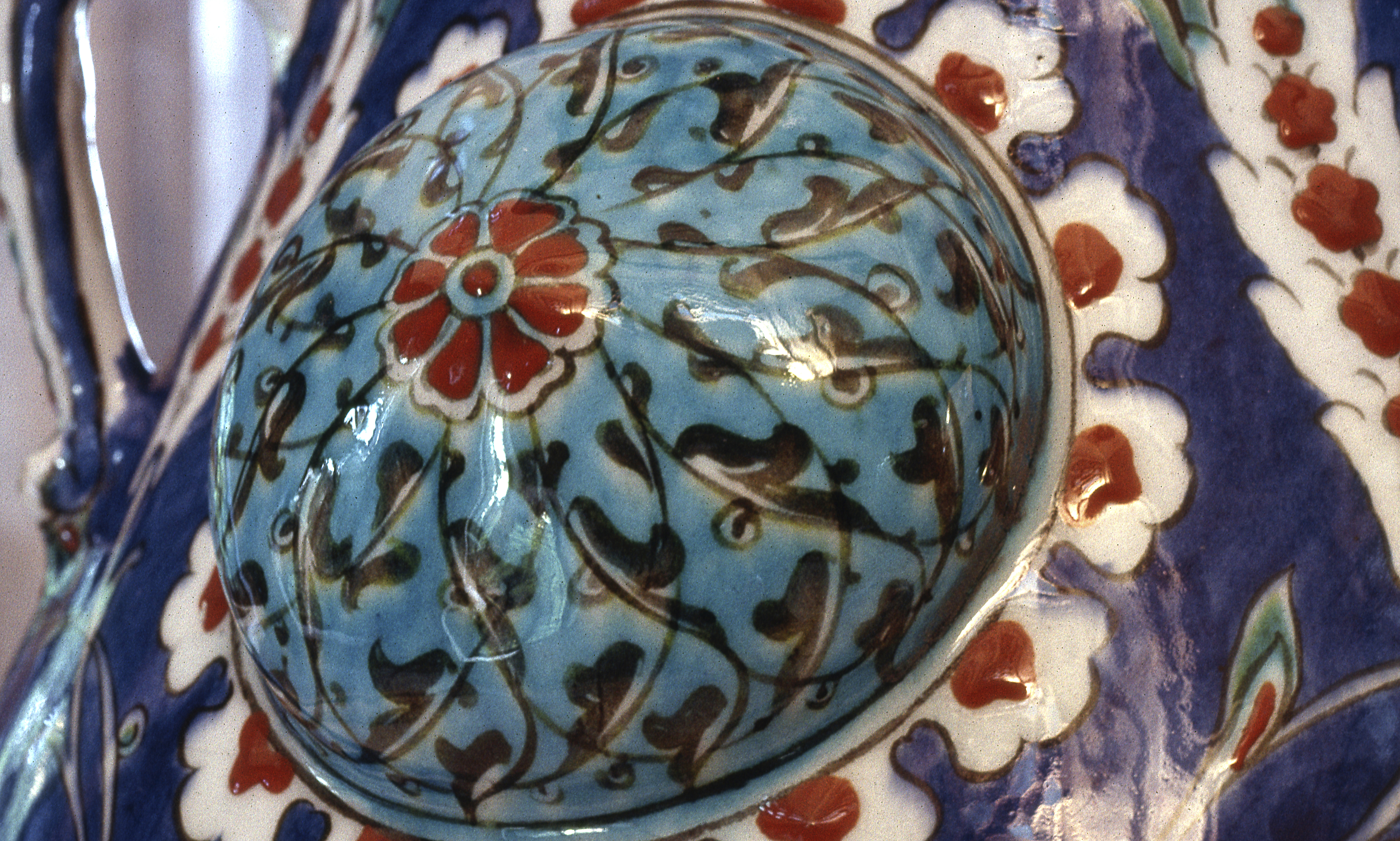
Лампа з мечеті, кераміка Ізніка
Плитка, кераміка Ізніка
Плитка, кераміка Ізніка
Плитка, кераміка Ізніка
Плитка, кераміка Ізніка
Посуд, кераміка Ізніка
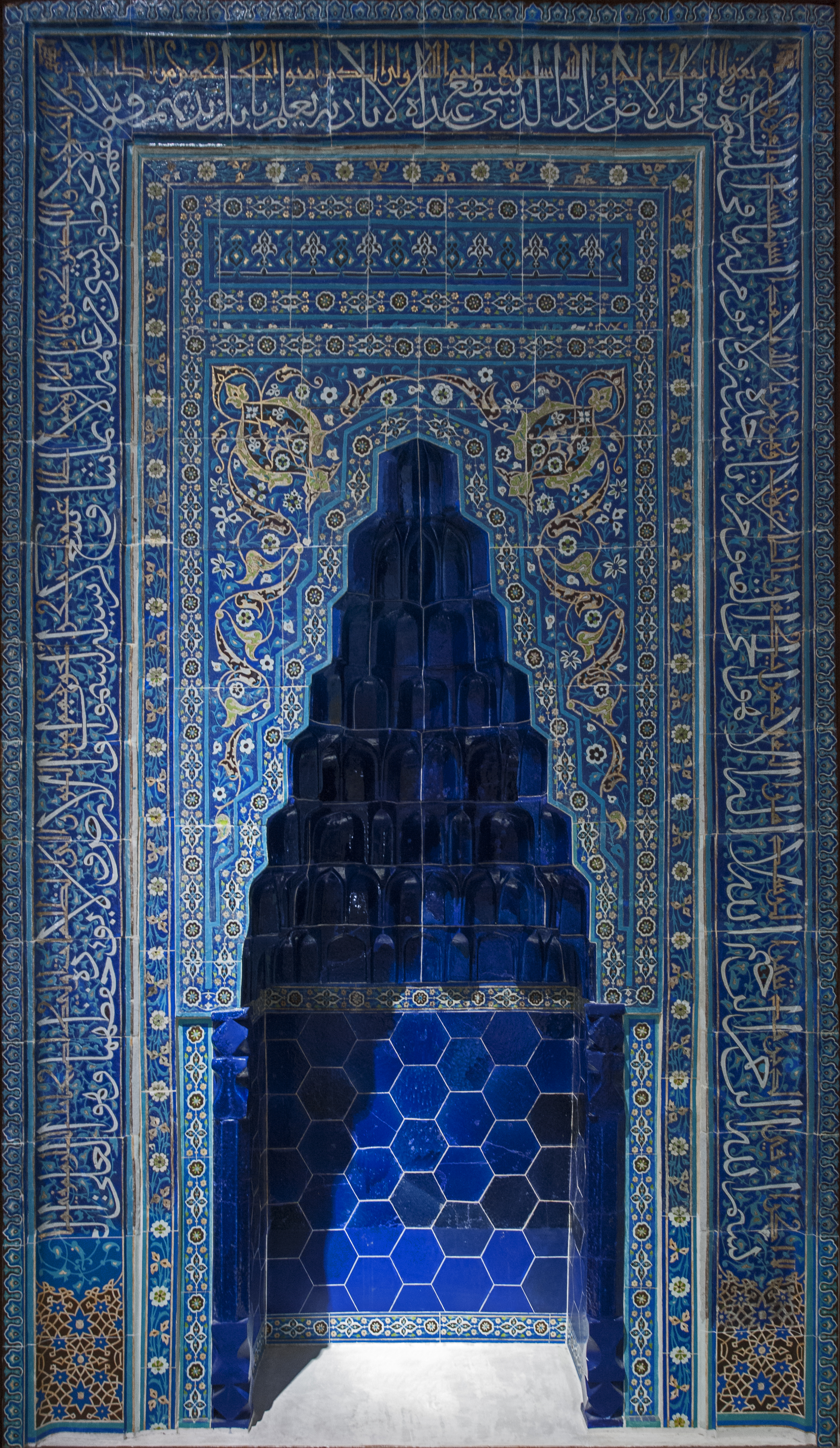
Міхраб, кераміка Ізнікаіхраб
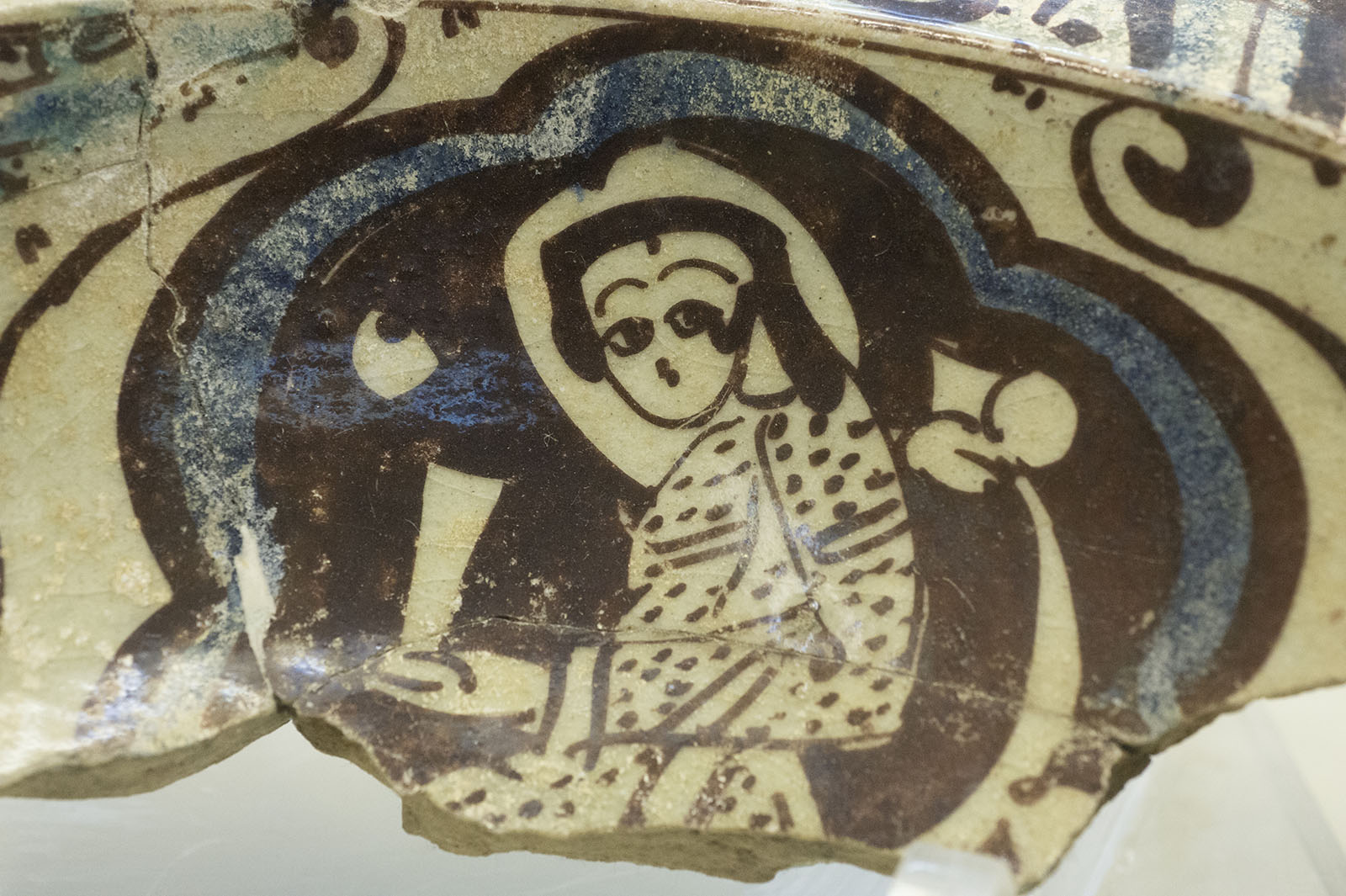
Деталь павільйону
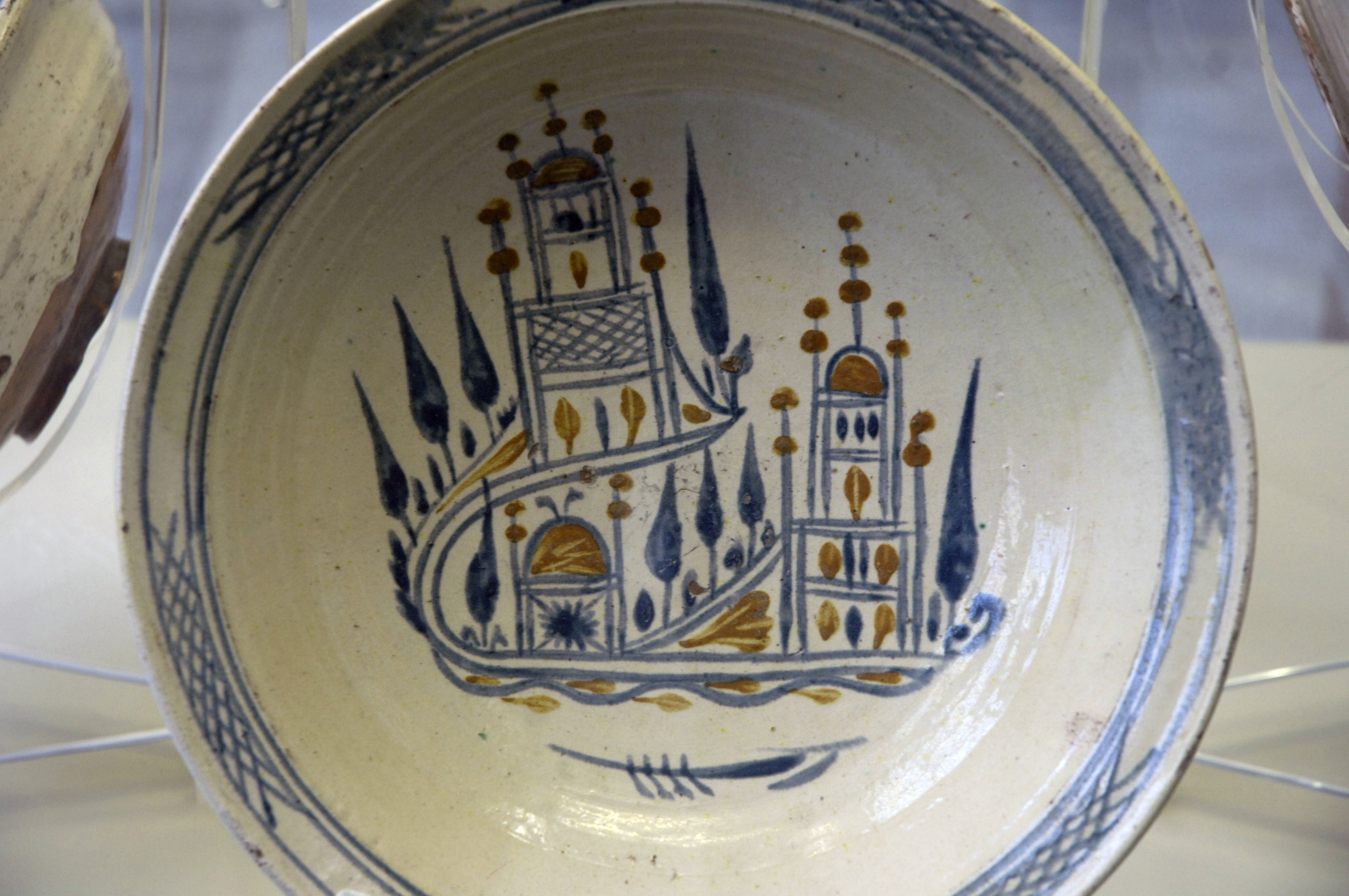
Посуд Ланаккале
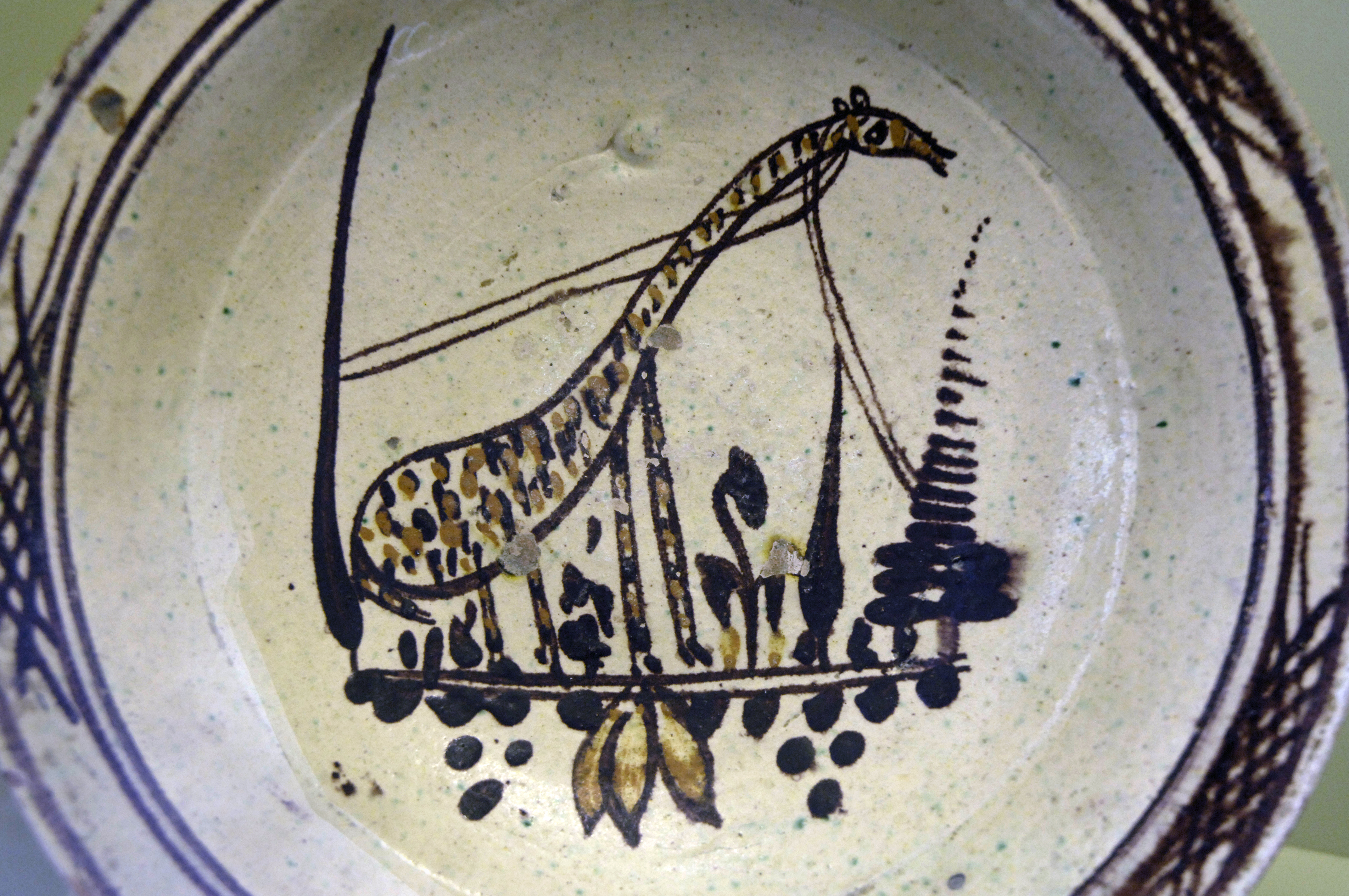
Посуд Ланаккале

## Вхід до музею
Музей закритий по понеділках. Години роботи — з 9:00 до 17:00.